# ستيفاني ليميلين
ستيفاني ليميلين (بالإنجليزية: Stephanie Lemelin) هي ممثلة أمريكية، ولدت في 20 يونيو 1979 في الولايات المتحدة.

## وصلات خارجية
- ستيفاني ليميلين على موقع IMDb (الإنجليزية)
- ستيفاني ليميلين على موقع روتن توميتوز (الإنجليزية)
- ستيفاني ليميلين على موقع قاعدة بيانات الفيلم (الإنجليزية)